# Chuột phục sinh

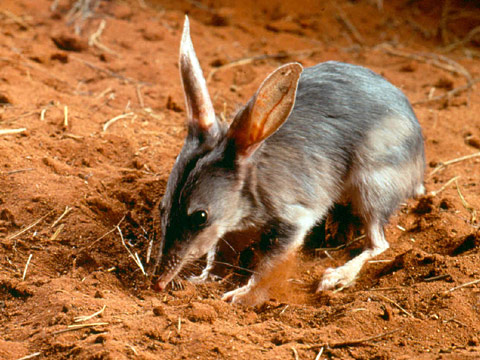
Chuột đất (Macrotis) là loài thay thế cho thỏ để trở thành thú phục sinh của nước Úc với tên gọi Easter Bilby

Chuột phục sinh (Easter Bilby) là phiên bản Thỏ Phục Sinh ở nước Úc. Chúng chính là loài chuột đất có túi bản địa ở Úc có tên Bilby và được sử dụng để thay cho loài thỏ (Easter Bunny).

## Nguyên thủy
Bilby là tên gọi một của một loài thú nhỏ, kỳ lạ với hình dạng lai tạp giữa thỏ và chuột túi kangaroo, như là loại thỏ nhỏ hơn, có túi, tai và mũi dài. Chúng là một loài đặc hữu của Úc thường được gọi là "chuột đất", chúng còn được gọi là Dalgite ở Tây Úc, còn ở Nam Úc chúng còn được gọi với cái tên là "ngón út". Chúng có khả năng đào hang ấn tượng, bằng cách sử dụng cánh tay mạnh mẽ và móng vuốt, chúng tạo ra đường hầm xoắn ốc lên đến 3m và sâu đến 2m. Với hình dạng ngộ nghĩnh, đáng yêu, Bilby đã trở thành vật nuôi cưng của những người yêu chúng. Đối với một số bộ lạc thổ dân, Bilby dại diện cho một biểu tượng, một đức tin của họ.
Đây là con vật thuần chủng của Úc nhưng đang ở trong danh sách các loài có nguy cơ tuyệt chủng. Trước đây, chúng sống hầu hết trên lãnh thổ Úc, tuy nhiên hiện nay số lượng loài này giảm nghiêm trọng và chỉ còn sống ở một số vùng, chúng bị săn bắt ồ ạt và với sự đe dọa của nhiều loài khác và sự thay đổi của môi trường sống. Những hành động tàn phá môi trường của dân người nhập cư châu Âu chịu trách nhiệm về số lượng suy giảm của Bilby. Sản xuất nông nghiệp đã thay đổi và giảm đáng kể môi trường sống của chúng. Hiện nay Úc đã có kế hoạch nuôi dưỡng và bảo tồn loài thú kì lạ này trong các công viên, khu bảo tồn động vật hoang dã.
Lễ kỷ niệm phục sinh ở hầu hết các nước bao gồm cả việc dùng Thỏ Phục sinh (Easter Bunny), xem như là biểu tượng của Phục sinh và là con thỏ đem trứng phục sinh phân phát cho trẻ em. Tuy nhiên, thỏ là con vật gây hại ở Úc, đặc biệt với mùa màng và trang trại cho nên người dân Úc đã có những nỗ lực thử dùng Easter Bilby để thay cho Easter Bunny, với những nỗ lực để thay đổi biểu tượng này của lễ Phục sinh, người Úc sử dụng hình ảnh Bilby là một loài động vật có túi với mũi và tai dài. Người Úc thích dùng loại thỏ nhỏ Bilby thay cho Bunny vào dịp Easter.
Năm 1994, một tổ chức gọi là Nghiên cứu Chống Thỏ (Anti-Rabbit Research Foundation) thực hiện một chiến dịch thay Easter Bunny bằng Easter Bilby và đã nhận được nhiều hưởng ứng của công chúng. Nhiều người bây giờ mua Bilbies chocolate và sách trẻ em có Easter Bilby với mong muốn bảo tồn sinh vật nhỏ bé này. Tại lễ Phục sinh ở Úc hiện nay, người dân và khách du lịch đến Úc vào mùa Phục sinh có thể mua được những chiếc socola hình các chú Bilby cũng hết sức đáng yêu.